# Trillium govanianum
Trillium govanianum là một loài thực vật có hoa trong họ Melanthiaceae. Loài này được Wall. ex D.Don miêu tả khoa học đầu tiên năm 1839.